# 1 500 mètres féminin de patinage de vitesse sur piste courte aux Jeux olympiques de 2022
Navigation
Pyeongchang 2018 Milan-Cortina 2026
L'épreuve féminine du 1 500 mètres de patinage de vitesse sur piste courte aux Jeux olympiques de 2022 a lieu le 16 février 2022 au Palais omnisports de la capitale de Pékin.

## Médaillés
| Or             | Argent          | Bronze            |
| Choi Min-jeong | Arianna Fontana | Suzanne Schulting |

## Résultats

### Quarts de finale
| Rang | Poule | Patineuse             | Pays               | Temps          | Notes |
| ---- | ----- | --------------------- | ------------------ | -------------- | ----- |
| 1    | 1     | Choi Min-jeong        | Corée du Sud       | 2 min 20 s 846 | Q     |
| 2    | 1     | Petra Jászapáti       | Hongrie            | 2 min 22 s 115 | Q     |
| 3    | 1     | Zhang Yuting          | Chine              | 2 min 22 s 161 | Q     |
| 4    | 1     | Rianne de Vries       | Pays-Bas           | 2 min 22 s 244 | q     |
| 5    | 1     | Arianna Sighel        | Italie             | 2 min 22 s 318 |       |
| 6    | 1     | Gwendoline Daudet     | France             | 2 min 23 s 607 |       |
| 1    | 2     | Kim Alang             | Corée du Sud       | 2 min 32 s 879 | Q     |
| 2    | 2     | Arianna Fontana       | Italie             | 2 min 32 s 946 | Q     |
| 3    | 2     | Corinne Stoddard      | États-Unis         | 2 min 33 s 329 | Q     |
| 4    | 2     | Kamila Stormowska     | Pologne            | 2 min 33 s 603 |       |
| 5    | 2     | Julie Letai           | États-Unis         | 2 min 36 s 603 | ADV   |
| PEN  | 2     | Anna Seidel           | Allemagne          |                | PEN   |
| 1    | 3     | Kristen Santos        | États-Unis         | 2 min 21 s 027 | Q     |
| 2    | 3     | Xandra Velzeboer      | Pays-Bas           | 2 min 21 s 148 | Q     |
| 3    | 3     | Sumire Kikuchi        | Japon              | 1 min 23 s 359 | Q     |
| 4    | 3     | Danaé Blais           | Canada             | DNF            |       |
| PEN  | 3     | Zsófia Kónya          | Hongrie            |                | PEN   |
| PEN  | 3     | Olga Tikhonova        | Kazakhstan         |                | PEN   |
| 1    | 4     | Courtney Sarault      | Canada             | 2 min 20 s 365 | Q     |
| 2    | 4     | Anna Vostrikova       | ROC                | 2 min 21 s 113 | Q     |
| 3    | 4     | Han Yutong            | Chine              | 2 min 21 s 191 | Q     |
| 4    | 4     | Michaela Hrůzová      | République tchèque | 2 min 21 s 278 |       |
| 5    | 4     | Valentina Aščić       | Croatie            | 2 min 21 s 456 |       |
| 6    | 4     | Tifany Huot-Marchand  | France             | 2 min 23 s 784 |       |
| 1    | 5     | Kim Boutin            | Canada             | 2 min 17 s 739 | Q     |
| 2    | 5     | Lee Yu-bin            | Corée du Sud       | 2 min 17 s 851 | Q     |
| 3    | 5     | Cynthia Mascitto      | Italie             | 2 min 20 s 268 | Q     |
| 4    | 5     | Yuki Kikuchi          | Japon              | 2 min 22 s 192 |       |
| 5    | 5     | Shione Kaminaga       | Japon              | 2 min 22 s 261 |       |
| 6    | 5     | Uliana Dubrova        | Ukraine            | 2 min 26 s 832 |       |
| 1    | 6     | Suzanne Schulting     | Pays-Bas           | 2 min 18 s 810 | Q     |
| 2    | 6     | Hanne Desmet          | Belgique           | 2 min 18 s 931 | Q     |
| 3    | 6     | Sofia Prosvirnova     | ROC                | 2 min 19 s 432 | Q     |
| 4    | 6     | Zhang Chutong         | Chine              | 2 min 19 s 839 | q     |
| 5    | 6     | Natalia Maliszewska   | Pologne            | 2 min 25 s 850 |       |
| 6    | 6     | Ekaterina Efremenkova | ROC                | DNF            |       |

### Demi-finales
| Rang | Poule | Patineur          | Pays               | Temps          | Notes |
| ---- | ----- | ----------------- | ------------------ | -------------- | ----- |
| 1    | 1     | Lee Yu-bin        | Corée du Sud       | 2 min 22 s 157 | QA    |
| 2    | 1     | Arianna Fontana   | Italie             | 2 min 22 s 196 | QA    |
| 3    | 1     | Kim Boutin        | Canada             | 2 min 22 s 371 |       |
| 4    | 1     | Kim Alang         | Corée du Sud       | 2 min 22 s 420 |       |
| 5    | 1     | Sofia Prosvirnova | ROC                | 2 min 22 s 546 |       |
| 6    | 1     | Corinne Stoddard  | États-Unis         | 2 min 22 s 632 |       |
| 7    | 1     | Zhang Chutong     | Chine              | 2 min 26 s 717 |       |
| 1    | 2     | Suzanne Schulting | Pays-Bas           | 2 min 18 s 942 | QA    |
| 2    | 2     | Hanne Desmet      | Belgique           | 2 min 19 s 001 | QA    |
| 3    | 2     | Cynthia Mascitto  | Italie             | 2 min 20 s 272 |       |
| 4    | 2     | Michaela Hrůzová  | République tchèque | 2 min 21 s 386 |       |
| 5    | 2     | Kristen Santos    | États-Unis         | 2 min 31 s 067 | ADV B |
| 6    | 2     | Sumire Kikuchi    | Japon              | DNF            | ADV B |
| PEN  | 2     | Petra Jászapáti   | Hongrie            |                | PEN   |
| 1    | 3     | Choi Min-jeong    | Corée du Sud       | 2 min 16 s 831 | QAOR  |
| 2    | 3     | Han Yutong        | Chine              | 2 min 17 s 112 | QA    |
| 3    | 3     | Xandra Velzeboer  | Pays-Bas           | 2 min 18 s 303 |       |
| 4    | 3     | Courtney Sarault  | Canada             | 2 min 18 s 316 |       |
| 5    | 3     | Rianne de Vries   | Pays-Bas           | 2 min 18 s 712 |       |
| 6    | 3     | Zhang Yuting      | Chine              | 2 min 18 s 741 |       |
| 7    | 3     | Anna Vostrikova   | ROC                | 2 min 20 s 705 |       |
| 8    | 3     | Julie Letai       | États-Unis         | 2 min 23 s 315 |       |

### Finale B
| Rang | Patineur         | Pays               | Temps          | Notes |
| ---- | ---------------- | ------------------ | -------------- | ----- |
| 1    | Sumire Kikuchi   | Japon              | 2 min 37 s 915 |       |
| 2    | Kristen Santos   | États-Unis         | 2 min 45 s 492 |       |
| 3    | Kim Boutin       | Canada             | 2 min 45 s 568 |       |
| 4    | Courtney Sarault | Canada             | 2 min 45 s 606 |       |
| 5    | Cynthia Mascitto | Italie             | 2 min 45 s 697 |       |
| 6    | Kim Alang        | Corée du Sud       | 2 min 45 s 707 |       |
| 7    | Michaela Hrůzová | République tchèque | 2 min 46 s 664 |       |

### Finale A
| Rang | Patineur          | Pays         | Temps          | Notes |
| ---- | ----------------- | ------------ | -------------- | ----- |
| 1    | Choi Min-jeong    | Corée du Sud | 2 min 17 s 789 |       |
| 2    | Arianna Fontana   | Italie       | 2 min 17 s 862 |       |
| 3    | Suzanne Schulting | Pays-Bas     | 2 min 17 s 865 |       |
| 4    | Hanne Desmet      | Belgique     | 2 min 18 s 711 |       |
| 5    | Xandra Velzeboer  | Pays-Bas     | 2 min 18 s 781 |       |
| 6    | Lee Yu-bin        | Corée du Sud | 2 min 18 s 825 |       |
| 7    | Han Yutong        | Chine        | 2 min 19 s 060 |       |